# Tiberiu Bălan
Tiberiu Gabriel Bălan (Ocna Mureș, 17 febbraio 1981) è un ex calciatore rumeno, di ruolo centrocampista.

## Carriera
Fa il suo debutto in nazionale il 9 febbraio 2005 contro la Slovacchia.

## Palmarès
- Campionato rumeno: 1

Unirea Urziceni: 2008-2009